# ヘンリー・B・ウィルソン (ミサイル駆逐艦)
|          | |
| 艦歴     | |
| 発注     | |
| 起工     | 1958年2月28日 |
| 進水     | 1959年4月22日 |
| 就役     | 1960年12月17日 |
| 退役     | 1989年10月2日 |
| その後   | 2003年8月15日に標的艦として海没処分 |
| 除籍     | 1990年1月26日 |
| 性能諸元 | |
| 排水量   | 満載：4,500トン |
| 全長     | 437 ft (133.2 m) |
| 全幅     | 47 ft (14.3 m) |
| 吃水     | 22 ft (6.7 m) |
| 機関     | バブコック・アンド・ウィルコックスボイラー4缶 1,200psi ゼネラル・エレクトリック蒸気タービン2基 70,000shp 2軸推進                       |
| 速力     | 30ノット以上 |
| 乗員     | 士官、兵員354名 |
| 兵装     | Mk 42 5インチ単装砲 2基 Mk 11 連装ミサイル発射機 1基 （ターター後にSM-1MR) Mk 112アスロック8連装発射機 1基 Mk 32 3連装短魚雷発射管 2基 |
| モットー | Non Verbis Sed Re (Deeds not Words) |

ヘンリー・B・ウィルソン(USS Henry B. Wilson, DDG-7)は、アメリカ海軍のミサイル駆逐艦。チャールズ・F・アダムズ級ミサイル駆逐艦の6番艦。艦名はヘンリー・B・ウィルソン提督に因む。

## 艦歴
ヘンリー・B・ウィルソンは1958年2月28日にミシガン州ベイシティのデフォー造船で起工する。1959年4月22日にウィルソン提督の娘、パトリック・J・ハーレイ夫人によって進水し、1960年12月17日にL・D・カーニー艦長の指揮下就役した。
ヘンリー・B・ウィルソンはベトナム戦争においてトンキン湾のヤンキー・ステーションで空母への航空警戒任務に従事し、シードラゴン作戦に参加、その他パイロットの捜索救助、支援艦砲射撃任務を行った。1975年にはカンボジア水域で発生したマヤグエース号事件に際して、乗組員の救出作戦に参加した。
ヘンリー・B・ウィルソンは1989年10月2日に退役し、1990年1月26日に除籍、1994年4月15日にスクラップとして売却された。スクラップの契約は1999年3月23日に終了し、2002年4月6日に転売された。その後海軍が再取得し、標的艦として2003年8月15日に海没処分された。